# Die Pflanzenwelt Ost-Afrikas

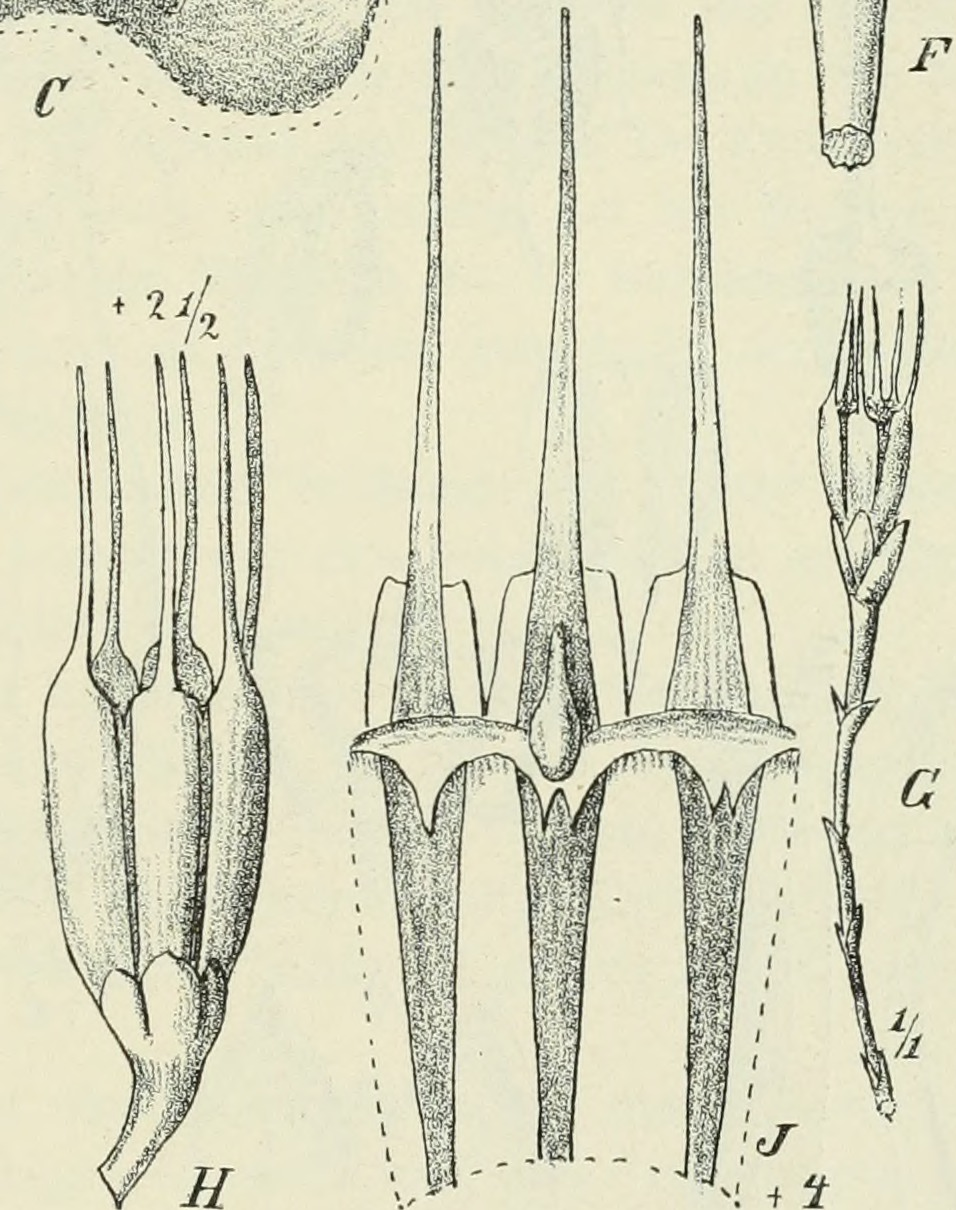
Página de Die Pflanzenwelt Ost-Afrikas

Die Pflanzenwelt Ost-Afrikas (abreviado Pflanzenw. Ost-Afrikas) es un libro con ilustraciones y descripciones botánicas que fue escrito por el botánico alemán Adolf Engler y publicado en 3 partes en el año 1895 con el nombre de Pflanzenwelt Ost-Afrikas und der Nachbargebiete.